# 稽垦局
稽垦局是1912年在黑龙江省、吉林省地广人稀的地方设立的县级行政区划。后一律改为设治局。

## 稽垦局列表
- 安达厅东集镇稽垦局：民国元年（1912年）六月呈请黑龙江省民政司设置东集镇稽垦局。1912年的10月28日，于安达厅北境东集镇（原称“大戚家店”，今林甸镇）设置东集镇稽垦局，第一任专员稽垦局是贺桂芳，第二任稽垦局专员伊双庆开始大量办理放荒招佃和稽垦事宜。使用木质“安达厅东集镇稽垦局之钤记”官印一颗。到1914年7月26日之间，管辖下的户口五千三百二十一户，开垦熟地已达两万余晌。1914年（民国三年）11月1日林甸设治局成立，归龙江道尹管辖[1]
- 海伦府通北稽垦局：1912年9月设置，“专理垦务”。1915年5月14日通北稽垦局改设通北设治局，选定周家地房为城基修筑衙署。隶属绥兰道辖。
- 凤山稽垦局：1914年设，1925年裁去。1927年开发林场后，户口日盛，距县城较远，1929年1月1日于凤山镇设置凤山设治局。
- 济沁河稽垦局与雅鲁河稽垦局：1916年3月黑龙江督军府将扎兰屯境从西路布特哈划出，在济沁河流域树立济沁河稽垦局；1916年7月又在雅鲁河流域树立雅鲁河稽垦局。1926年2月，济沁河、雅鲁河两稽垦局并为雅鲁设治局，设在扎兰屯，属黑龙江省龙江道统辖。1929年1月15日雅鲁设治局升为雅鲁县，县署驻扎兰屯。[2]
- 逊河稽垦局：1916年8月“毕拉尔路协领”改为逊河稽垦局。1928年改为“逊河设治局”，属黑河道；1932年7月1日正式“改局为县”，即“逊克县”。